# North Ridgeville
North Ridgeville é uma cidade localizada no estado norte-americano de Ohio, no Condado de Lorain.

## Demografia
Segundo o censo norte-americano de 2000, a sua população era de 22.338 habitantes.
Em 2006, foi estimada uma população de 27.197, um aumento de 4859 (21.8%).

## Geografia
De acordo com o United States Census Bureau tem uma área de 60,9 km², dos quais 60,5 km² cobertos por terra e 0,4 km² cobertos por água.

## Localidades na vizinhança
O diagrama seguinte representa as localidades num raio de 12 km ao redor de North Ridgeville.